# Achrus chinai
Achrus chinai är en insektsart som beskrevs av Dlabola 1961. Achrus chinai ingår i släktet Achrus och familjen dvärgstritar. Inga underarter finns listade i Catalogue of Life.